# Rögnvalds þáttr ok Rauðs
Rögnvalds þáttr ok Rauðs es una historia corta islandesa (þáttr). Joseph Harris  cita que el contenido del relato se debe comprender dentro de un contexto donde la narrativa se centra en un conflicto u oposición entre el cristianismo y el paganismo nórdico, escrita en el periodo de la conversión hacia la cristianización de Islandia. La obra fue escrita finales del siglo XIII o principios del XIV. Se conserva en el manuscrito Flateyjarbók. La trama trata sobre un joven llamado Gunnar que fue abandonado por su padre y lo adopta una pareja sin hijos que le apodan Rauð (Rojo) por el color de la túnica (kyrtill) que usa, y su conversión.